# Litefeet
Litefeet, que também pode ser referido como "Getting Lite", é um tipo de dança de rua que surgiu no Harlem, Nova York, no início dos anos 2000 (sendo estabelecido em 2006).
O termo vem de dançarinos que dançam como se tivessem "pés leves" ou sem peso.
O Harlem shake é comumente adicionado à dança social Litefeet, assim como o " Chicken Noodle Soup ", o Tone Wop (muitas vezes chamado erroneamente de "Toe Whop"), o Rev Up e o Aunt Jackie. Os movimentos geralmente incluem: arrastar, truques de boné e truques de sapato.
Os dançarinos costumam se apresentar no metrô da cidade de Nova York, onde as apresentações são chamadas de Showtime, e na Union Square. A dança foi adotada como um símbolo da cena social musical urbana do Harlem.
As equipes mais conhecidas incluem: W.A.F.F.L.E. (acrônimo para We Are Family For Life, Ent. = Somos Familia Para Sempre), MonzterInc, Brotherhood, 2Real Boyz, Team Rocket, Demon, 2crafty, Loonatics, Live Zombies, LyveTyme, NewMem The Litefeet Collective e Bwreckfast Club EAT
Litefeet também é o nome da música tocada junto com a dança, geralmente batidas de rap e batidas de bateria acelerado de 100-110 BPM. LiL LIVE, HANN, M-Lyve, Kid the Wiz, Dsparkz, Fliqht, BSNYEA, H Rockz, Faro, AG the Voice of Harlem, SGFLOW, Lil Sns, Aye Jae Beats, Coma, Lady MoSoFou, DJ Webstar e Young B são alguns produtores musicais conhecidos do Litefeet.

## Passos populares do Litefeet[8]
- Tone Wop
- Chicken Noodle Soup
- Rev Up
- Bad One
- All In